# تشانغ تشونغ
تشانغ تشونغ (بالصينية: 章钟؛ بالإنجليزية: Zhang Zhong) هو لاعب شطرنج سنغافوري، ولد في 5 سبتمبر 1978 في تشونغتشينغ في الصين.

## وصلات خارجية
- تشانغ تشونغ على موقع الاتحاد الدولي للشطرنج (الإنجليزية)
- تشانغ تشونغ على موقع مباريات الشطرنج (الإنجليزية)
- تشانغ تشونغ على موقع 365Chess.com (الإنجليزية)
- تشانغ تشونغ على موقع Chesstempo.com (الإنجليزية)
- تشانغ تشونغ سجل أولمبياد الشطرنج على موقع OlimpBase.org (الإنجليزية)